# Boutervilliers
Boutervilliers  [but̪ɛʁvilie] je francouzská obec v departementu Essonne v regionu Île-de-France.

## Poloha
Obec Boutervilliers se nachází asi 49 km jihozápadně od Paříže. Obklopují ji obce La Forêt-le-Roi na severu, Boissy-le-Sec na severovýchodě, Étampes na východě, Saint-Hilaire na jihovýchodě, Chalo-Saint-Mars na jihu, Plessis-Saint-Benoist na jihozápadě a Richarville na západě a severozápadě.

## Vývoj počtu obyvatel
Počet obyvatel